# Heinrich V. (HRR)

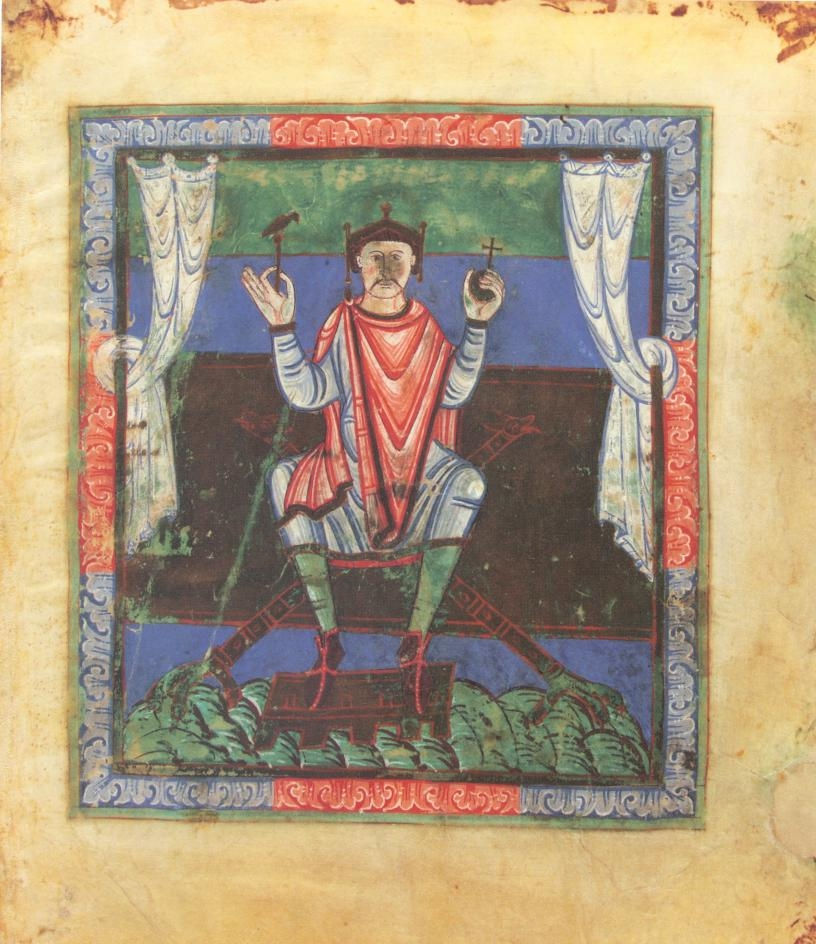
Der auf einem Faldistorium mit den Insignien Krone, Szepter und Reichsapfel dargestellte Herrscher wird mit Heinrich V. identifiziert. (Evangeliar aus St. Emmeram in Regensburg, Krakau, Bibliothek des Domkapitels, Cod. 208, fol. 1r)

Heinrich V. (* 1081 oder 1086, möglicherweise am 11. August; † 23. Mai 1125 in Utrecht) aus der Familie der Salier war ab 1098 Mitkönig seines Vaters, Kaiser Heinrichs IV., ab 1106 römisch-deutscher König und von 1111 bis 1125 römisch-deutscher Kaiser.
In den Konflikten Kaiser Heinrichs IV. mit den Großen des Reiches und dem Reformpapsttum um die Anerkennung seiner Königsherrschaft verbündete sich Heinrich V. mit den Gegnern seines Vaters. Nach dessen Sturz im Jahr 1106 herrschte Heinrich V. fünf Jahre lang im Konsens mit den Großen. Das Jahr 1111 gilt als Wendepunkt seiner Königsherrschaft. Kurz vor seiner Kaiserkrönung versuchte Heinrich vergeblich, den Bischöfen ihre Regalien zu entziehen. Um wenigstens das bisherige Investiturrecht, also die Amtseinsetzung Geistlicher, zu wahren, nahm er Papst Paschalis II. gefangen und erzwang seine Kaiserkrönung. Nach 1111 wandte sich der König von einer gemeinsamen Herrschaft mit den Fürsten ab und wieder früheren autokratischen Herrschaftsformen der Salier zu. Heinrich focht seine Konflikte mit den Großen zunehmend kompromisslos aus, scheiterte aber mit dem Versuch, die Herrschaftsmöglichkeiten gegenüber Kirche und Fürsten in Sachsen, am Mittel- und am Niederrhein zu vergrößern. Die Fürsten übernahmen die Verantwortung für den Frieden im Reich. Sie zwangen Heinrich im Würzburger Fürstenspruch von 1121 zum Ausgleich mit dem Papsttum, der zum Wormser Konkordat führte, mit dem 1122 der Investiturstreit endete. In seinen letzten Lebensjahren fand der König kaum noch Unterstützung bei den Großen. Das Itinerar, also die „Reiseroute“ des Königs in einem Reich ohne Hauptstadt, beschränkte sich fortan auf den Westen des Reiches. Heinrich war seit 1114 mit Mathilde von England verheiratet. Da die Ehe ohne männlichen Nachkommen blieb, war Heinrich V. der letzte Kaiser aus dem Geschlecht der Salier.

## Leben

### Krise des Reiches

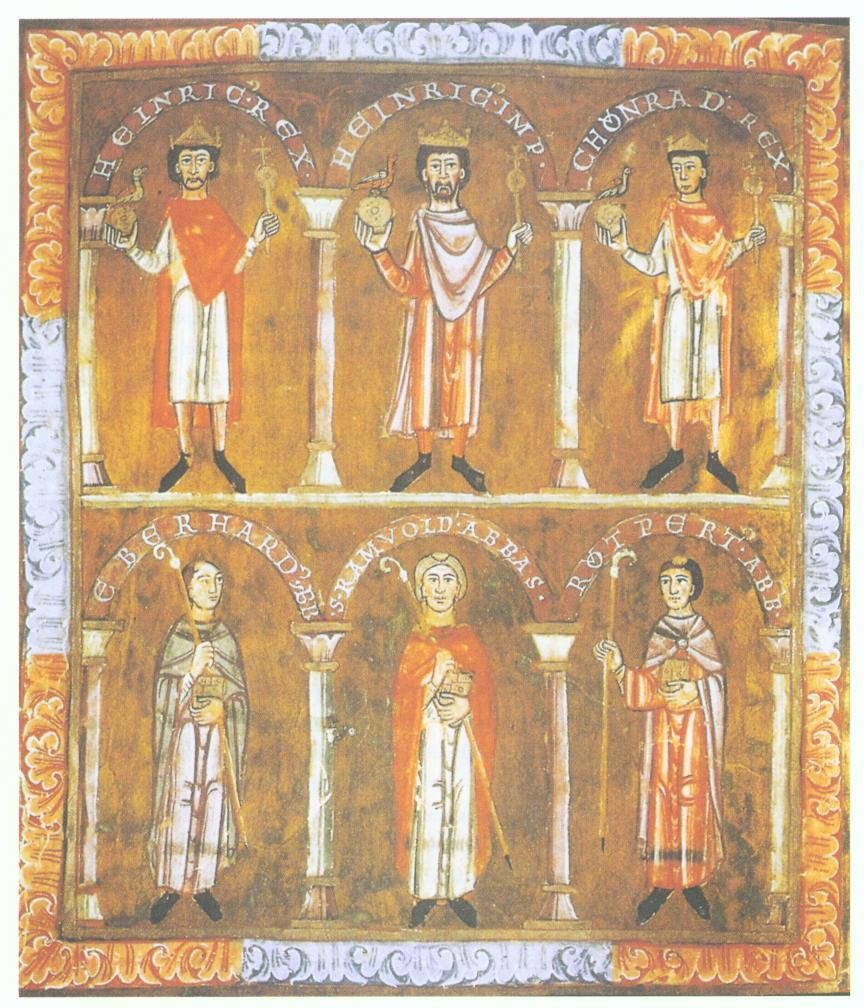
Die obere Reihe zeigt Kaiser Heinrich IV. zwischen seinen Söhnen Heinrich V. und Konrad. (Evangeliar aus St. Emmeram in Regensburg, Krakau, Bibliothek des Domkapitels, Cod. 208, fol. 2v.)

Heinrich V. wurde wohl am 11. August im Jahr 1081 oder 1086 geboren. Gesichert ist lediglich seine Schwertleite zu Ostern 1101; diese Zeremonie erfolgte gewöhnlich beim Erreichen des 15. Lebensjahres. Heinrich war der Sohn von Heinrich IV. und Bertha von Savoyen, die bereits Ende 1087 starb. Mit Konrad und Agnes hatte er zwei ältere Geschwister, zwei weitere Geschwister waren früh verstorben. Die ersten Jahre seines Lebens scheint Heinrich vor allem in Regensburg verbracht zu haben. Sein Erzieher war Bischof Konrad von Utrecht.
Zum Zeitpunkt von Heinrichs Geburt kämpfte sein gleichnamiger Vater bereits seit mehreren Jahren mit Päpsten, Bischöfen und Fürsten um den Erhalt seiner Herrschaft. Heinrich IV. nahm in seiner Regierungszeit wenig Rücksicht auf den Rat und das Rangbewusstsein des Adels. Zentren des dadurch hervorgerufenen Widerstands wurden außer Sachsen die süddeutschen Herzogtümer Bayern, Schwaben und Kärnten. Diese süddeutschen Herzöge suchten wiederum die Unterstützung von Papst Gregor VII., einem Verfechter kirchenreformerischer Ideen. Gregors zentrale Forderung bestand darin, dass der Kaiser auf die Investitur von Äbten und Bischöfen verzichten sollte. Er exkommunizierte Heinrich IV. 1076. Durch seinen Bußgang nach Canossa gelang es dem Salier, die Lösung vom Kirchenbann zu erreichen. 1080 und 1094 wurde Heinrich IV. jedoch erneut exkommuniziert, 1102 wurde über ihn und seine Parteigänger und damit auch über seinen Sohn Heinrich V. wiederum der Kirchenbann ausgesprochen. Der Konflikt spaltete Reich und Kirche.
Heinrich suchte daher seinen Einfluss im Süden zu stärken. Seine Tochter Agnes wurde mit Friedrich verlobt, der 1079 dadurch das Herzogtum Schwaben erlangte. Außerdem versuchte der Kaiser seine Nachfolge zu sichern. Als Nachfolger für das Königtum bestimmte Heinrich IV. seinen ältesten Sohn Konrad, der 1087 in Aachen zum König geweiht wurde. Doch 1093 lief Konrad in Italien zur Partei der Kirchenreformer über. Daher wurden ihm im Mai 1098 auf einem Hoftag in Mainz Königtum und Erbe aberkannt und seinem jüngeren Bruder Heinrich V. übertragen. Dieser musste dabei den Eid leisten, niemals gegen den Vater die Herrschaft zu ergreifen. Am 6. Januar 1099 wurde Heinrich in Aachen zum König gesalbt und gekrönt. Dort musste er den Eid wiederholen. Sein Bruder Konrad starb am 27. Juli 1101 in Florenz. Der Fortbestand der salischen Dynastie hing nun von Heinrich V. ab, dem einzigen noch lebenden Sohn des Kaisers. Die Mitregentschaft des Sohnes mit dem Vater scheint sechs Jahre lang problemlos verlaufen zu sein. Anders als bei früheren Königssöhnen wurde Heinrich V. nicht am Regierungsgeschehen beteiligt. Das Verhalten des Vaters gegenüber seinem Sohn war vermutlich seit dem Abfall seines älteren Sohnes Konrad von äußerster Vorsicht geprägt.

### Entmachtung des Vaters (1104–1106)

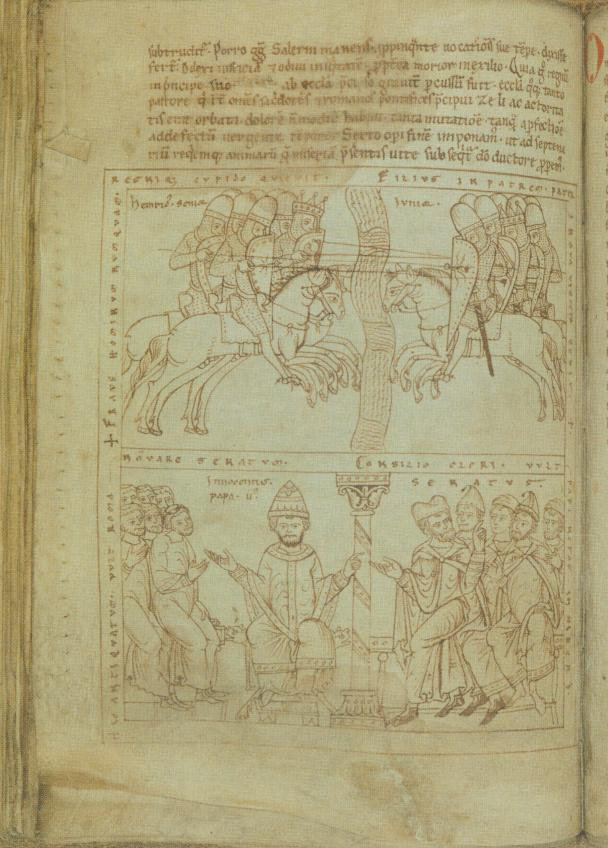
Obere Darstellung: Am Ufer des Flusses Regen standen sich 1105 die Heere Heinrichs IV. und Heinrichs V. gegenüber. Unten: Papst Innocenz II. umgeben von Klerikern und Senatoren. (Otto von Freising, Chronik, Jena, Thüringer Universitäts- und Landesbibliothek, Ms. Bos. q. 6, fol. 91v.)

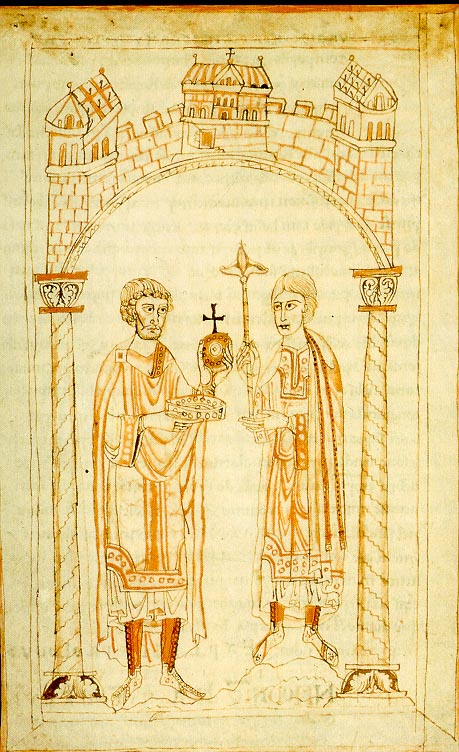
Kaiser Heinrich IV. übergibt seinem Sohn Heinrich V. die Herrscherinsignien. Die Federzeichnung zeigt entgegen den historischen Tatsachen den idealen Verlauf der persönlichen und einvernehmlichen Insignienübergabe vom Vater auf den Sohn. (Weltchronik des Ekkehard von Aura. Staatsbibliothek Berlin, Stiftung Preußischer Kulturbesitz, Cod. Lat. 295, fol. 99r)

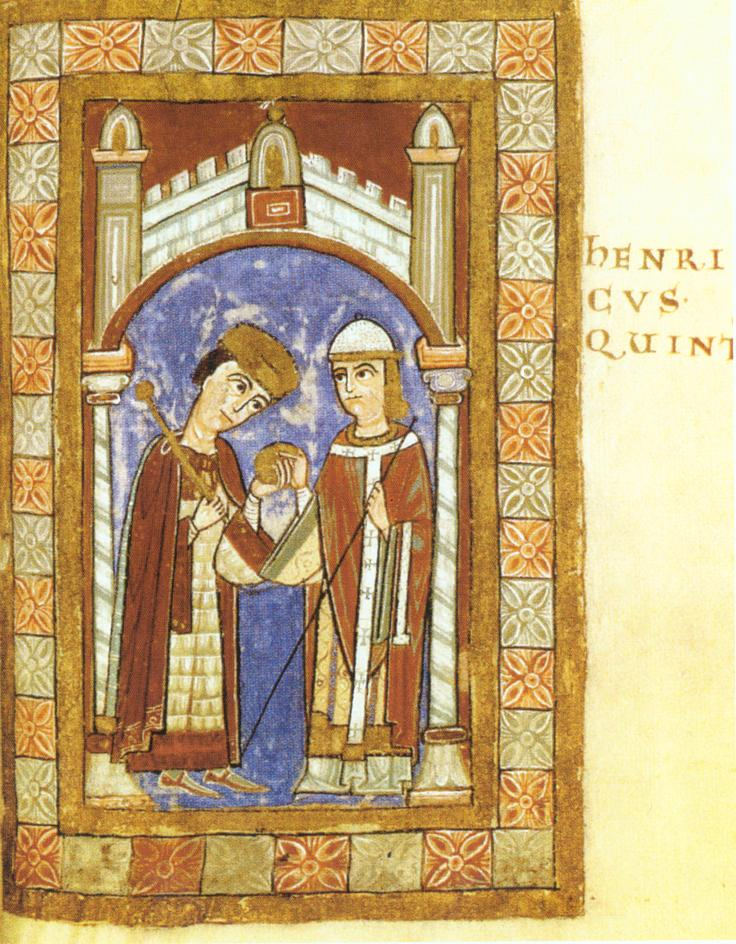
Erzbischof Ruthard von Mainz überreicht Heinrich V. die Sphaira. (Anonyme Kaiserchronik für Heinrich V., 1112/1114, Cambridge, Corpus Christi College, The Parker Library, Ms. 373, fol. 83r)

Die Ursachen und Motive, die zur Entmachtung des Vaters durch den Sohn führten, sind in der jüngeren Forschung umstritten. So sieht Stefan Weinfurter reformreligiöse Motive der Verschwörer im Umfeld des Königs als dafür entscheidend an. In den Quellen wird der Einfluss von jungen bayerischen Grafen als Motiv für den Abfall genannt. Als Beteiligte sind Markgraf Diepold III. von Vohburg, Graf Berengar von Sulzbach und Graf Otto von Habsburg-Kastl namentlich überliefert. Die bayerischen Adligen gehörten zum Gründerkreis des Reformklosters Kastl und der Reformstifte Berchtesgaden und Baumburg in Bayern. Durch Gelage (convivia) und Jagdvergnügungen hatten sie den Königssohn an sich gebunden und ihm vermittelt, dass er die Herrschaft verlieren werde, wenn er sich nicht bald gegen den Vater stelle. Denn wartete er mit der Thronbesteigung bis zum Tod seines Vaters, würde ihm ein anderer zuvorkommen, der wiederum gleich viele Unterstützer fände – so groß sei im ganzen Reich der Hass auf seinen gebannten Vater. Aus Sorge um sein Seelenheil habe Heinrich dann den gebannten Vater verlassen und sich mit den jungen bayerischen Adligen zu einer „Heilsgemeinschaft“ zusammengeschlossen. Heinrich sei davon ausgegangen, dass er sich nur durch ein Bündnis mit diesen Reformkräften die Nachfolge sichern konnte.
Eine andere Forschungsmeinung gewichtet für den Sturz Heinrichs IV. stärker die Ermordung Sieghards von Burghausen im Februar 1104 durch Ministeriale und Bürger von Regensburg. Sieghard habe sich über die königliche Zurücksetzung Bayerns gegenüber Sachsen und Franken beschwert. Seine Ermordung habe die Verwandten des Toten und alle Adligen verbittert, weil der Kaiser gegen die schuldigen Ministerialen nicht energisch eingeschritten sei. Durch diesen Vorfall wären demnach wieder die alten Vorwürfe gegen Heinrich IV. aufgekommen, er bevorzuge Leute niedrigen Standes. Heinrich V. hätte vergeblich versucht, zwischen dem Grafen Sieghard und den Ministerialen einen gütlichen Ausgleich zu vermitteln, und daher einen Grund gehabt, seinem Vater die Untätigkeit zu verübeln. Bemerkenswert für diese Schlussfolgerung ist jedoch der große zeitliche Abstand zwischen der Ermordung des Sieghard von Burghausen und der Loslösung Heinrichs vom Vater.
Im November 1104 zog Heinrich V. im Heer seines Vaters Heinrich IV. gegen sächsische Reformadelige, die sich gegen die Wahl des Erzbischofs von Magdeburg gewandt hatten. Während dieser Strafexpedition nach Sachsen sagte er sich am 12. Dezember 1104 von seinem Vater los und brach damit den Treueid am regierenden König. Im Anschluss daran machte sich Heinrich V. auf den Weg nach Regensburg, wo er mit seinen Anhängern erst noch das Weihnachtsfest feierte. Zum Jahreswechsel 1104/05 schickte er dann Boten nach Rom, um sich durch den Papst vom Bann und vom Eid befreien zu lassen – galt der Bruch eines Eids doch auch nach dem damaligen Glaubensverständnis als eine der größten Verfehlungen, für die man nach seinem Tod das Urteil vor Gottes Jüngstem Gericht zu fürchten hatte. Der Papst sagte Heinrich V. unter der Auflage, dass er als Nachfolger dann ein gerechter König und Lenker der Kirche sein solle, nicht nur die Absolution für diese Sünde, sondern auch die Unterstützung im Kampf gegen seinen Vater zu.
Zwischen 1105 und 1106 ließen beide Parteien ihre Argumente in Briefen und historiographischen Texten verbreiten, um das Reich an sich zu binden: Vater und Sohn warfen sich gegenseitig vor, die gottgewollte Ordnung zu missachten und die irdische Ordnung zu zerstören. Heinrich V. begann sich intensiv um Sachsen zu bemühen. Sein Vater hatte Sachsen, wo die Opposition gegen ihn besonders stark war, nach 1089 nicht mehr betreten. Im Frühjahr 1105 hielt Heinrich V. sich zwei Monate dort auf. Dabei zeigte er seinen Willen zur Zusammenarbeit mit der Kirche auf der Basis der gregorianischen Vorstellungen, indem er die von seinem Vater eingesetzten Bischöfe Friedrich von Halberstadt, Udo von Hildesheim und Heinrich von Paderborn absetzte. In Quedlinburg zog er am Palmsonntag zur Feier des Osterfestes barfuß ein. Damit demonstrierte er seine Demut (humilitas), eine elementare christliche Herrschertugend. Der Aufenthalt wurde durch die Feier des Pfingstfestes in Merseburg und die Bestätigung des Magdeburger Metropoliten abgeschlossen.
Heinrich V. gelang es, den Babenberger Leopold III. zum Abfall von seinem Vater zu bewegen, indem er ihm seine Schwester Agnes zur Frau versprach. Ende Oktober 1105 besetzte Heinrich V. Speyer, den zentralen Ort salischer Herrschaft. Mit Gebhard setzte er einen vehementen Gegner seines Vaters als Bischof von Speyer ein. Im Herbst 1105 standen sich die Heere von Vater und Sohn am Fluss Regen gegenüber. Eine Schlacht wurde jedoch durch die Fürsten beider Seiten verhindert, die eine friedliche Lösung erzielen wollten. Zu Weihnachten 1105 sollte auf einem Hoftag zu Mainz eine Einigung erzielt werden.
Heinrich IV. zog zum angekündigten Hoftag nach Mainz. Am 20. Dezember 1105 soll laut der Vita Heinrici IV. Heinrich V. in Koblenz dem Vater „um den Hals gefallen“ sein und dabei „Tränen vergossen und ihn geküsst“ haben. Fußfall, Tränen und Küsse als öffentliche Bekundungen einer Versöhnung waren nach damaliger Auffassung bindend. Heinrich IV. entließ daraufhin sein Heer. Vater und Sohn brachen am 21. Dezember gemeinsam zum Hoftag in Mainz auf. In Bingen überredete Heinrich am 23. Dezember seinen Vater, sich zum eigenen Schutz auf eine Burg zu begeben, denn Erzbischof Ruthard von Mainz werde ihn nicht in die Stadt lassen. Heinrich willigte ein und wurde nicht zu seinem Schutz, sondern in festen Gewahrsam auf die Burg Böckelheim gebracht, die Bischof Gebhard gehörte. Heinrich wurde in den Kerker geworfen und verblieb dort „ungewaschen und unrasiert und jeglichen Gottesdienstes beraubt“ über die Weihnachtstage. Auf dem Reichstag von Mainz zu Weihnachten 1105 forderte Heinrich seinen Vater auf, ihm die Insignien (Krone, Zepter, Reichskreuz, Heilige Lanze und Reichsschwert) zu überlassen. Um die Jahreswende wurde Heinrich IV. nach Ingelheim gebracht und am 31. Dezember 1105 zur Abdankung gezwungen. In Ingelheim wurden ihm auch die Reichsinsignien abgepresst. Im Besitz der Insignien ließ Heinrich V. die Version verbreiten, sein Vater habe ihm die Herrschaft freiwillig abgetreten. Diese Darstellung der Vorgänge war Ausdruck seines Bemühens um dynastische Kontinuität.
Am 5. oder 6. Januar 1106 wurde Heinrich V. zum neuen König gesalbt und gekrönt. Der Mainzer Erzbischof Ruthard überreichte ihm die Reichsinsignien mit den mahnenden Worten: „Wenn er sich nicht wie ein gerechter Lenker des Reiches und Verteidiger der Kirchen erweise, dann würde es ihm wie dem Vater ergehen“. Der Herrschaftsbeginn war von einer seit langer Zeit ungewohnten Harmonie zwischen König und Großen geprägt. Mehr als fünfzig Reichsfürsten waren bei Heinrichs Herrschaftsübernahme anwesend. Anders als seine salischen Vorgänger zählte Heinrich seine Herrscherjahre erst von dem Tag, an dem er die Reichsinsignien übernahm und die Königsherrschaft durch die Wahl der Fürsten erhielt. Für die salische Herrschaft war nicht mehr die Berufung auf die heilige Maria und den göttlichen Auftrag entscheidend.
Doch Heinrich IV. konnte aus der Haft in Ingelheim entkommen und nach Lüttich fliehen. Sein Sohn befürchtete eine Umkehrung der Machtverhältnisse und berief einen Reichstag zu Ostern 1106 dorthin ein. Heinrich IV. begann zwar den Widerstand gegen seinen Sohn zu organisieren, doch der alte Kaiser starb am 7. August 1106 in Lüttich und erhielt dort ein ehrenvolles Begräbnis. Die Fürsten untersagten zwar eine Beerdigung in Speyer, aber Heinrich widersetzte sich diesem Beschluss. Er ließ den Leichnam seines Vaters am 24. August wieder aus der Erde holen und nach Speyer überführen, denn in Lüttich bahnte sich eine Verehrung des Verstorbenen als Heiligen an. Die Überführung nach Speyer sollte zur Stabilisierung der Herrschaft des aufständischen Sohnes beitragen. In Speyer konnte er sich „so als legitimer Bewahrer und Fortsetzer präsentieren“. Der Leichnam wurde am 3. September 1106 in eine noch ungeweihte Seitenkapelle (die spätere Afrakapelle) nördlich des Domes gebettet. Eine angemessene Beerdigung an der Seite seiner Vorfahren wurde durch die Exkommunikation verhindert. Erst 1111 konnte Heinrich IV. nach Aufhebung der Exkommunikation neben seinen Ahnen im Dom zu Speyer beigesetzt werden.

### Jahre der konsensualen Herrschaft

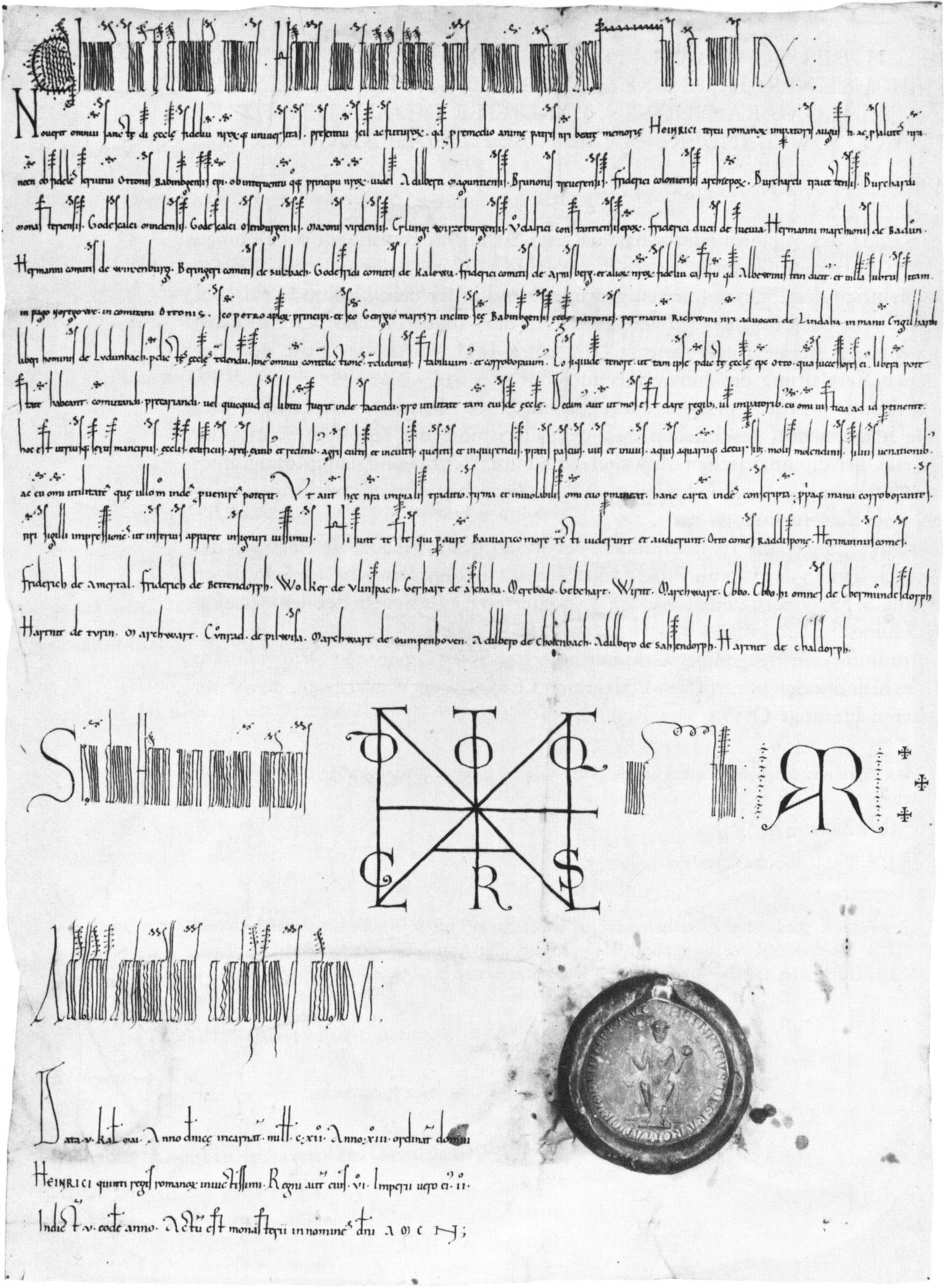
Urkunde Heinrichs V. für Bischof Otto von Bamberg, ausgestellt am 27. April 1112. München, Bayerisches Hauptstaatsarchiv, Kaiserselekt 440 a

Heinrich V. scheint aus den Fehlern seines Vaters gelernt zu haben; seinen eigenen Worten im Frühjahr 1106 zufolge hat er verstanden, dass „die Mißachtung der Fürsten […] der Untergang des Reiches“ war. Die folgenden Jahre der Königsherrschaft standen unter dem Eindruck der Kirchenreform und größerer Mitverantwortung der Fürsten. Urkunden und Annalenwerke belegen die konsensuale Herrschaftspraxis. Die Erwähnung der Großen als Intervenienten und Zeugen in den königlichen Urkunden nahm zu. In Urkunden stellte Heinrich fest, er habe seine Handlungen „mit Urteil und Rat der Fürsten getätigt“. Hoftage hielt er häufiger als sein Vater ab, um bei Entscheidungen einen Konsens mit den Großen zu finden. Die zahlreiche Teilnahme der Fürsten an den Hoftagen und die starke Zunahme an Hoftagsberichten der Chronisten zeigen das neue Bewusstsein von der Verantwortung der Großen für das Reich. Bischöfen, die unter seinem Vater ihre Bischofssitze nicht mehr betreten konnten, ermöglichte Heinrich V. die Rückkehr. Verhandlungen mit dem Papst wurden mit Delegationen aus geistlichen und weltlichen Großen geführt. Graf Berengar von Sulzbach und Pfalzgraf Gottfried von Calw standen dem jungen König besonders nahe. Sie werden von den weltlichen Großen am häufigsten in den Königsurkunden genannt. Beide gehörten zu der Gruppe, die den Sturz Heinrichs IV. maßgeblich betrieben hatte. Außerdem traten die Erzbischöfe Friedrich von Köln und Bruno von Trier, die Bischöfe Burchhard von Münster, Otto von Bamberg und Erlung von Würzburg sowie Graf Hermann von Winzenburg in den königlichen Urkunden besonders hervor. Dazu kamen ab 1108 auch der Stauferherzog Friedrich II. und ab 1111 Markgraf Hermann von Baden. Besonders königsnah war bis zu seinem frühen Tod 1112 auch Bischof Eberhard von Eichstätt.
Durch die konsensuale Zusammenarbeit zwischen Großen und König hatte ein salischer Herrscher nach langer Zeit wieder ungehinderten Zugang zu allen Teilen des Reiches und konnte in die politischen Verhältnisse sowohl der westlichen als auch der östlichen Gebiete eingreifen. Auch zu den Sachsen blieb sein Verhältnis in den kommenden Jahren gut; Heinrich hielt sich bis 1112 mehrmals dort auf. Nach dem Tod des Magnus Billung, mit dem das sächsische Geschlecht der Billunger ausstarb, wurde das Herzogtum Sachsen 1106 nicht an einen der beiden letzten verbliebenen Schwiegersöhne des Verstorbenen, Heinrich den Schwarzen oder Otto von Ballenstedt, sondern an Lothar von Süpplingenburg vergeben. Damit wurde der Amtscharakter des Herzogtums gegen die dynastische Gewohnheit durchgesetzt. Feldzüge gegen Ungarn und Polen brachten in den Jahren 1108 und 1109 keinen großen Erfolg. In Böhmen gelang es Heinrich, seinen Kandidaten Swatopluk als Herzog zu installieren. Allerdings war in Reichsitalien durch den Sturz des Vaters die Herrschaft eingebrochen. Von Oktober 1095 bis Oktober 1110 haben Heinrich IV. und Heinrich V. keine Urkunden für italienische Empfänger ausgestellt. Italienische Empfänger machten sich außerdem kaum noch die Mühe, für den Erhalt einer Königsurkunde in den nördlichen Reichsteil zu reisen. Unter Heinrich V. erreichte die Abwendung der Metropole Mailand von der salischen Herrschaft ihren Höhepunkt.
Heinrich V. übte die Investitur mit Ring und Stab (per anulum et baculum) weiter aus und konnte dabei die Zusammenarbeit auch mit den geistlichen Großen fortsetzen. Neben dem Stab wurde der Ring, das geistliche Zeichen, das die Vermählung des Bischofs mit seiner Kirche symbolisierte, übergeben. Diese Art der Bischofseinsetzung hatte erst Heinrich III. eingeführt. Unter Heinrich IV. war sie eine der Ursachen für den Konflikt mit dem Papst gewesen.
So wurde am 7. Januar 1106 in Mainz Konrad I. zum neuen Erzbischof von Salzburg mit Ring und Stab erhoben. Im Jahr 1107 besetzte der Salier unter Mitwirkung der Großen die Bischofsstühle in Halberstadt, Magdeburg, Speyer und Verdun. Für die Bischofserhebungen waren nicht mehr die Hofkapelle oder die Domschulen und Domkapitel Speyer, Bamberg oder Lüttich entscheidend, sondern die verwandtschaftlichen Beziehungen zu den Großen. Der König suchte bei der Auswahl der Bischöfe die Zustimmung ebendieser Großen. Diese setzten sich für Anwärter ein, die für den Ausbau ihrer jeweiligen Territorien wichtig werden konnten. Bei dieser Besetzungspraxis bestand die Gefahr, dass die Loyalität der Bischöfe gegenüber Verwandten und Freunden stärker ausgeprägt war als gegenüber dem König.
Die demonstrative Erhebung der Bischöfe mit Ring und Stab ließ die Konflikte mit dem Papsttum fortbestehen. Papst Paschalis II. forderte den vollständigen Verzicht Heinrichs auf die Investitur geistlicher Amtsträger. Könige und Bischöfe agierten jedoch bei der Investitur gemeinsam. Diese Handlungsgemeinschaft konnte der Papst nicht brechen. Einigungsversuche mit dem Papst in der Investiturfrage scheiterten 1106 auf der Synode von Guastalla und 1107 in Châlons-en-Champagne.

### Erster Italienzug und Kaiserkrönung (1111)

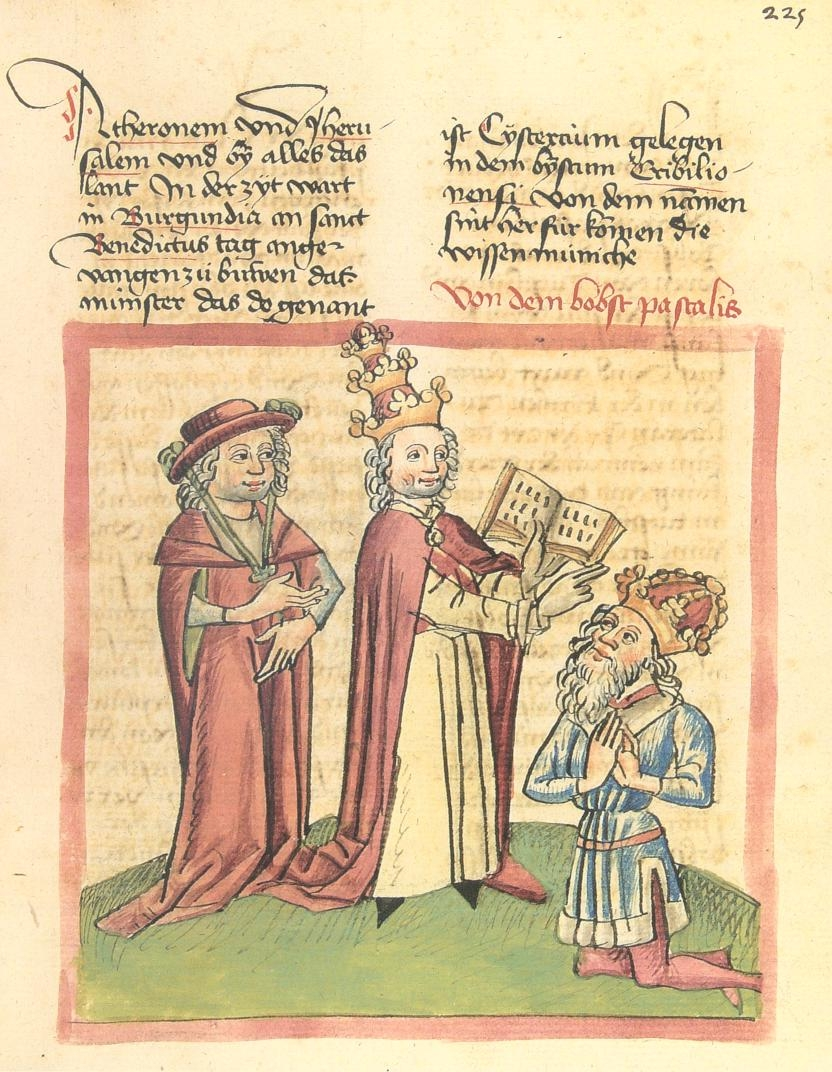
Die um 1460 in Hagenau entstandene Handschrift zeigt die Kaiserkrönung Heinrichs V. durch Papst Paschalis II. aus spätmittelalterlicher Sichtweise. (Chronicon pontificum et imperatorum, Heidelberg, Universitätsbibliothek, Cod. pal. germ. 137, fol. 225r.)

Im August 1110 fasste ein Hoftag den Beschluss, zur Beendigung des Investiturstreits nach Rom aufzubrechen. Das Heer wählte den kürzesten Weg über den Großen Sankt Bernhard, erreichte Piacenza und Parma, zog dann nach Roncaglia und Florenz, schließlich bis zum Februar 1111 nach Sutri und von dort nach Rom.
Heinrich war beim Aufbruch zum Italienzug „erfüllt vom Gedanken eines epochalen Ereignisses“ (Weinfurter). Für die Vorbereitung ließ er ein neues Königssiegel anfertigen. Herzog Welf V. von Bayern führte ein zweites Heer vom Südosten des Reiches nach Italien, das sich in Roncaglia mit dem Hauptheer vereinte. Auch dies zeigte, dass in dieser Zeit selbst die Familie, mit der Heinrichs Vater so heftig gestritten hatte, nun auf salischer Seite stand. Welfs Anwesenheit war für Heinrich zudem insofern von Bedeutung, als er 1089–1095 mit Mathilde von Tuszien verheiratet gewesen war, was ihn zum potentiellen Erben ihres Besitzes machte. Sie gestattete daher dem Heer den Durchzug, während sie das Heer Heinrichs IV. noch bekämpft hatte, da sie auf Seiten des Papstes stritt. Heinrich V. schickte Gesandte zu ihr, um „de pace […] de regis honore suoque“ zu verhandeln, also um Frieden und die Ehre des Königs. Diese Ehre bestimmte über den Rang des Königs, sie begann sich unter den letzten Saliern zu einem Herrschaftskonzept zu entwickeln, aus dem später Ansprüche des Reiches auf Unteritalien und auf die Mathildischen Güter abgeleitet wurden. Tatsächlich setzte Mathilde, die 1079 im Falle ihrer Kinderlosigkeit den Papst als Erben ihrer Güter vorgesehen hatte und nun auf ein Einvernehmen zwischen Papst und König hoffte, Heinrich V. ein. Damit war für den König der Weg nach Rom frei.
Heinrich legte großen Wert auf die Dokumentation und die Inszenierung der Ereignisse aus der Perspektive des Königshofes. Ihn begleitete angeblich ein gewaltiges Heer von 30.000 Rittern aus dem ganzen Reich nach Italien. Nach Otto von Freising bot das Heerlager im nächtlichen Schein der Fackeln „eine eindrucksvolle Zurschaustellung weltlicher Macht“. Über ein derart großes Heer konnte Heinrich nur gebieten, weil seine Herrschaft auf dem Konsens mit den Fürsten beruhte. Zu den Teilnehmern des Italienzuges gehörte Heinrichs Hofkapellan David, der als Chronist alle wichtigen Ereignisse in drei Büchern in so einfachem Stil dokumentieren sollte, dass auch weniger gelehrte Leute es verstehen würden. Somit hatte Heinrich die Dokumentations- und Propagandafunktion der Historiographie schon im Voraus eingeplant, um sich in eventuellen späteren Auseinandersetzungen mit dem Papst darauf stützen zu können. Davids Schilderung ist nicht erhalten, doch wurde das Werk von anderen Geschichtsschreibern herangezogen.
Paschalis seinerseits, der auf Mathilde von Tuszien nur noch bedingt rechnen konnte, suchte Rückhalt bei den Normannen, die Süditalien beherrschten, und mit denen die Päpste immer wieder ein Gegengewicht gegen die römisch-deutschen Herrscher aufzubauen versuchten. Die Normannen hatten schon 1084 gegen Heinrich IV. Rom besetzt. Nun sicherten Roger von Apulien und Robert I. von Capua Papst Paschalis eidlich Hilfe zu, falls er in eine Notlage geraten sollte. Auch in Rom fand er Unterstützung beim städtischen Adel. Der Papst unternahm jedoch keinen Versuch, Unterstützung in Norditalien zu gewinnen, dessen Kommunen begannen, sich dem Zugriff des Reiches zu entziehen. Mit der Besetzung Lodis 1111 begann Mailand, sich ein eigenes Territorium aufzubauen.
Heinrich beharrte auch weiterhin auf seinem Investiturrecht mit Ring und Stab sowie auf Treueid und Mannschaftsleistung von Bischöfen und Reichsäbten. Papst Paschalis schlug ihm vor, ganz auf die Investitur – die Einsetzung in das Bischofsamt – zu verzichten, um dafür alle aus königlicher Verleihung stammenden Hoheitsrechte (Regalien) wie Herzogtümer, Markgrafschaften, Münz-, Markt- und Zollrechte zurückzuerhalten. Dies hielten Herrscher und Papst in einem Vorvertrag am 4. Februar 1111 fest. Den Bischöfen sollten damit Rechte und Einkünfte entzogen werden, die ihnen schon seit der Karolingerzeit zustanden und mit denen traditionell ihre Aktivität im Dienst des Königs ermöglicht und zugleich belohnt wurde. Bei Rückgabe dieser Regalien an das Reich hätten die Bischöfe nur noch von ihrem Eigenbesitz, vom Zehnten und von Almosen leben können. Sie wären auf ihr geistliches Amt beschränkt worden, was ihre Abhängigkeit vom Papst vergrößert hätte. Das Recht auf Mitsprache und Mitverantwortung im Reich hätten sie eingebüßt; sie wären wieder weitgehend auf den weltlichen Schutz angewiesen gewesen. Damit wären sie letztlich aus der gemeinsamen Verantwortung der Großen für das Reich ausgeschlossen worden. Am 9. Februar nahm Heinrich im Vergleich von Sutri den päpstlichen Vorschlag an. Für Papst Paschalis war die Ursache der Simonie und Amtserschleichung in der Kirche nicht die Investitur, sondern die Verweltlichung der Bischöfe.
Am 12. Februar 1111 begannen die Feierlichkeiten zur Kaiserkrönung. Heinrich küsste dabei in großer Öffentlichkeit vor der Peterskirche die Füße des Papstes. Damit machte er seine Unterordnung unter den geistlichen Vater als dessen gehorsamer Sohn symbolisch kund. Das Ritual ist 1111 erstmals bei einer Kaiserkrönung überliefert und ging vor dem Eintritt in die Peterskirche in das Zeremoniell mittelalterlicher Kaiser ein.
Unmittelbar vor dem Krönungsakt wurde die päpstliche Urkunde über die zuvor getroffene Vereinbarung innerhalb des Vorvertrages von Turri und Sutri verlesen. Somit erfuhren die Bischöfe erstmals von der königlich-päpstlichen Absprache. Es brach starker Protest aus. Es ist davon auszugehen, dass Heinrich sich dessen im Vorfeld bewusst war. Die Kaiserkrönung in Rom musste abgebrochen werden und in der Stadt selbst kam es zu Aufruhr. Heinrich forderte daraufhin wiederum das Investiturrecht und die Kaiserkrönung. Als Paschalis dies verweigerte, nahm Heinrich ihn in der Peterskirche gefangen. Heinrich konnte zwei Monate später von Paschalis im Vertrag von Ponte Mammolo am 12. April 1111 die Lösung des verstorbenen Vaters vom Bann erwirken und auch weiterhin die Investitur der Bischöfe mit Ring und Stab erzwingen. Am 13. April vollzog Paschalis die Kaiserkrönung. Außerdem musste sich Paschalis eidlich verpflichten, Heinrich nie zu exkommunizieren, was er in der Folgezeit auch nicht tat.
Durch die Gefangennahme des Papstes verlor Heinrich jedoch rasch an Anerkennung, denn er hatte den Stellvertreter Christi auf Erden und damit die höchste Autorität in der lateinisch-christlichen Welt gefangen genommen. Als Reaktion darauf wurde er bereits im Sommer 1111 auf einer Synode in Jerusalem durch den Kardinallegaten Kuno von Praeneste gebannt. Im September 1112 exkommunizierte ihn eine burgundische Synode unter der Leitung des Erzbischofs Guido von Vienne, des späteren Papstes Calixt II. In den folgenden Jahren wurde die Exkommunikation des Kaisers mehrfach wiederholt. Das Jahr 1111 war nach Ansicht von Stefan Weinfurter ein Wendepunkt der Herrschaftszeit Heinrichs V. Die neue Einheit zwischen Kirchenreform und Königtum in den ersten Jahren der Königsherrschaft Heinrichs zerbrach und mit ihr die reformerische „Heilsgemeinschaft“ zwischen dem König und den Großen. Im März 1112 wurde das Investiturprivileg von der Kurie auf einer Lateransynode widerrufen und als Pravileg („üble Urkunde“) bezeichnet.
Nach der Kaiserkrönung zog sich Heinrich rasch in den nördlichen Reichsteil zurück. Auf dem Rückweg aus Italien wurde er vom 6. bis 8. Mai 1111 von Mathilde von Tuszien auf der Burg Bianello empfangen. Mathilde und Heinrich schlossen dabei einen Vertrag, der von der Forschung als Erbeinsetzung Heinrichs V. im Todesfall der Markgräfin gedeutet worden ist. Nach seiner Rückkehr konnte Heinrich die Beisetzung des Vaters endgültig herbeiführen. Der Sarg seines Vaters befand sich bislang in einer ungeweihten Seitenkapelle des Speyerer Doms. Am 7. August 1111 fand im Dom zu Speyer die Begräbnisfeier statt. Im August erließ Heinrich zwei Privilegien, die den Speyerer Bürgern wichtige stadtbürgerliche Freiheitsrechte brachten. Das erste Privileg datiert vom 7. August, dem Beisetzungstag Kaiser Heinrichs IV., das andere vom 14. August 1111, dem für das liturgische Totengedenken wichtigen siebten Tag danach. Im ersten Privileg werden die Vorstellungen über das Totengedenken für den Vater festgehalten. Die Privilegien für die Bürger der Stadt Speyer gelten als „Meilenstein“ in der Entstehungsgeschichte bürgerlicher Freiheitsrechte. Den Bewohnern wurden zahlreiche Rechte und Vergünstigungen (unter anderem Befreiung von Erbschaftsabgaben und der Abgabe des Bannpfennigs sowie des Schosspfennigs) zugesichert. Keiner anderen Stadt im Reich wurden zu Beginn des 12. Jahrhunderts solch umfassende und weitreichende Freiheiten gewährt. In den beiden Privilegien Heinrichs V. für die Bürger von Speyer werden die Veränderungen im salischen Herrschaftsverständnis gegenüber den drei ersten salischen Herrschern deutlich. Die Zuwendungen galten nicht mehr allein dem Klerus, sondern eine ganze Stadtgemeinde wurde für die salische Memoria verpflichtet. Speyerer Bürgerfreiheit, Rechtsprivilegien und Wirtschaftsaufschwung wurden mit der Erinnerung an Heinrich IV. verknüpft.
Das Bestattungsritual besaß für Heinrich eine besondere Bedeutung im Rahmen der Legitimierung seiner Herrschaft. Mit den Begräbnisfeierlichkeiten konnte er sich als loyaler Sohn und legitimer Erbe des verstorbenen Kaisers präsentieren und die dynastische Kontinuität demonstrieren. Zugleich stellte er damit klar, dass sein Königtum nicht nur auf seiner erfolgreichen Rebellion gegen den Vater und der Zustimmung der Fürsten beruhte, sondern auch auf seinem Erbanspruch auf den Thron. Neben Speyer wurde 1114 auch Worms mit Privilegien bedacht, jedoch wurden den Einwohnern, anders als in Speyer, keine persönlichen Freiheiten gewährt.

### Bruch der konsensualen Ordnung
Nach 1111 unterließ Heinrich es zunehmend, für sein königliches Handeln um den herrschaftlichen Konsens zu werben, und erhielt kaum noch Zustimmung. Er ging sogar zur früheren autokratischen Herrschaftspraxis seines Vaters über und verschärfte dadurch den Konflikt. Nach den Ereignissen von 1111 fielen zahlreiche Geistliche von ihm ab, darunter zuerst der Erzbischof Konrad von Salzburg und der Bischof Reinhard von Halberstadt. Zum Bruch kam es auch mit Heinrichs langjährigem Vertrauten Adalbert von Saarbrücken, der seit dem 14. Februar 1106 als Kanzler fungierte. Er übte wesentlichen Einfluss auf die Reichspolitik aus. Adalbert wurde 1109 zum Erzbischof von Mainz bestimmt und begleitete Heinrich auf dem Italienzug 1110/11. Am 15. August 1111 wurde er als Erzbischof von Mainz eingesetzt. Bis 1111 blieb Adalbert der engste Vertraute Heinrichs. Im Prozess der Herrschaftsverdichtung und -expansion überschnitten sich die Besitzungen der Mainzer Kirche mit dem salischen Haus- und Reichsgut am Mittelrhein. Zum Konflikt mit Adalbert kam es anscheinend wegen der königlichen Burg Trifels. Ohne den Konsens der Großen einzuholen, wurde der Erzbischof gefangen genommen und über drei Jahre in strenger Haft gehalten. Erst mit Gewaltandrohung gelang es den Mainzer Bürgern und Vasallen im November 1115, die Freilassung des Erzbischofs zu erzwingen. Nach seiner Freilassung bestand Adalbert nur noch aus Haut und Knochen. Die aus ottonischer Zeit praktizierten Gewohnheiten gütlicher Konfliktbeilegung mit demonstrativer Milde verloren unter Heinrich IV. und Heinrich V. an Bedeutung. Vielmehr versuchten sich diese salischen Herrscher der Milde zu entledigen und eine stärkere königliche Strafgewalt zu etablieren. Adalbert wurde zum großen Gegenspieler der salischen Königsherrschaft.
Besitzstreitigkeiten führten auch in Sachsen zu Konflikten. Heinrich versuchte den salischen Herrschaftsbereich wieder auszudehnen und kam damit der fürstlichen Territorialpolitik in die Quere. Nach dem Tod des kinderlosen Grafen Ulrich von Weimar-Orlamünde erhoben zahlreiche sächsische Adlige Ansprüche auf sein Erbe. Heinrich ging jedoch anscheinend davon aus, dass das Erbe an das Reich falle, wenn es keine Nachkommen gebe. Die königliche Auffassung stand der sächsischen Rechtsauffassung entgegen. Heinrich ließ sich zwar die Güter per Fürstenzuspruch zusichern, traf jedoch mit den betroffenen sächsischen Großen keine Absprachen.
Zum Bruch kam es auch mit Erzbischof Friedrich von Köln auf einem Feldzug gegen die Friesen, die die Zahlung des jährlichen Tributes verweigerten. Heinrich soll ein Kölner Aufgebot an die Friesen verraten haben. Die Kölner beschwerten sich auch über das strenge Regiment eines seiner Ministerialen. Der Kölner Erzbischof Friedrich beklagte in einem Brief den katastrophalen Zustand der Kirche. Die Bischofssitze in Worms und Mainz waren jahrelang vakant und die weltlichen Rechte der Bischöfe wurden von königlichen Gutsverwaltern (villici) ausgeübt. Doch auch die weltlichen Großen beklagten sich, denn seit 1113 griff Heinrich auf die salische Besetzungspraxis zurück. So wurde erstmals mit Burchhard 1113 im Bistum Cambrai ein Hofkaplan eingesetzt. Auch die Erhebungen Brunings zum Bischof von Hildesheim und Gerhards von Merseburg fanden keinen Konsens beim sächsischen Adel. Die Großen wurden nicht mehr an der Kandidatenfindung beteiligt und ihre Zustimmung wurde vom Kaiser nicht mehr eingeholt.
Der Kölner Erzbischof vereinte die Aufständischen im Reich und fiel im Frühjahr 1114 vom Kaiser ab. Zwei kaiserliche Züge gegen die Kölner scheiterten. Die Niederlage in Andernach im Oktober 1114 beendete Heinrichs Präsenz am Niederrhein. Zu Weihnachten 1114 spitzte sich auch in Sachsen die Unruhe gegen den König zu. Der sächsische Herzog Lothar wandte sich erneut von Heinrich ab. Am 11. Februar 1115 besiegte er in der Schlacht am Welfesholz Heinrich vernichtend und beendete damit die salische Herrschaft in Sachsen. Lothar entfaltete fortan eine nahezu königsgleiche Herzogsherrschaft, und die Integrationsfähigkeit von Heinrichs Königtum ging mehr und mehr zurück. Zu dem am 1. November 1115 in Mainz anberaumten Hoftag kam keiner der Fürsten. So schlug sich die mangelnde Akzeptanz des Königtums selbst am Hof nieder. Anberaumte Hoftage mussten mangels Teilnehmern abgesagt werden, was den weiteren Ansehensverlust des Königs verdeutlicht. Das Weihnachtsfest als wichtigen Akt königlicher Herrschaftsrepräsentation feierte Heinrich 1115 in Speyer, umgeben von nur wenigen Getreuen. Dafür gewann der Stauferherzog Friedrich II. zunehmend am Königshof Bedeutung. Währenddessen versammelten sich auf Einladung Adalberts von Mainz zahlreiche Gegner des Kaisers in Köln, um über kirchliche Fragen zu beraten.
Die Vorfälle in Rom von 1111 und die Niederlage 1115 gegen die sächsische Opposition lösten die Bindungen zwischen Bischöfen und Herrscher fast völlig auf. Hatte Heinrich IV. noch ein Drittel seiner Urkunden für Bischofskirchen ausgestellt, war es unter Heinrich V. nur noch jede zwölfte, und von den insgesamt 38 Bischofskirchen wurden lediglich 13 bedacht.
Anders gestaltete sich Heinrichs Königsherrschaft in Bayern. Nach einem kurzen Aufenthalt 1111 auf dem Rückweg aus Italien war Heinrich bis 1121 nicht mehr in Bayern gewesen. Seine Konflikte in Sachsen und im Rheinland erforderten in diesen Regionen eine stärkere Präsenz. Trotzdem blieb das bayerische Herzogtum „königsnah“. Heinrichs Gegner konnten sich in Bayern nicht behaupten, und die bayerischen Großen suchten den Königshof in anderen Teilen des Reiches auf. Trotz der Ereignisse von 1111 und der Auseinandersetzungen 1115 standen Berengar I. von Sulzbach, Markgraf Diepold von Cham-Vohburg, der Spanheimer Graf Engelbert II. sowie sein Bruder Bischof Hartwig I. von Regensburg und der rapotonische Bischof von Augsburg Hermann zu Heinrich V. als ihrem rechtmäßigen König. Für ihren Königsdienst konnten diese Adeligen auch außergewöhnliche Gegenleistungen erwarten. So stieg der Spanheimer Engelbert II. in der Regierungszeit Heinrichs V. 1108 zum Markgrafen von Istrien und 1124 zum Herzog von Kärnten auf.

### Hochzeit mit Mathilde von England (1114)

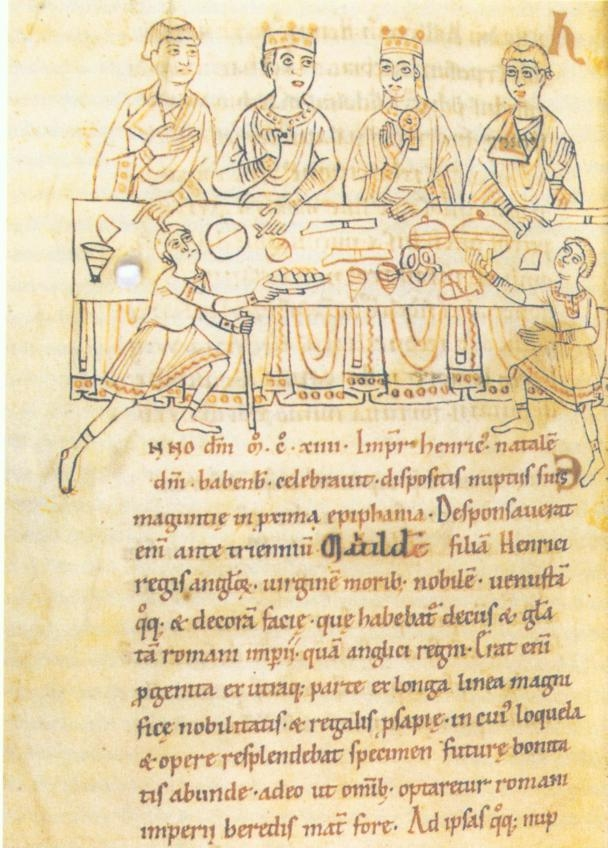
Hochzeitsmahl Heinrichs V. und Mathildes. (Weltchronik Ekkehards von Aura. Cambridge, Corpus Christi College, Ms. 373, fol. 95v.)

Ab 1108 führte Heinrich V. intensive Verhandlungen über eine Ehe mit einer Tochter aus dem englischen Königshaus. Die geplante Eheschließung sollte die Autorität des salischen Königs vermehren und seinen Thron sichern. Zu Ostern 1110 fand in Utrecht seine Verlobung mit der achtjährigen englischen Prinzessin Mathilde statt. Der anglonormannische König Heinrich I. von England zahlte als Mitgift die außerordentlich hohe Summe von 10.000 oder 15.000 Pfund Silber. Dafür brachte ihm die Ehe seiner Tochter mit Heinrich V. einen enormen Prestigegewinn. Am 25. Juli 1110 wurde Mathilde in Mainz von dem Kölner Erzbischof Friedrich zur römisch-deutschen Königin gekrönt. Die Hochzeit wurde am 7. Januar 1114 in Mainz mit größter Prachtentfaltung gefeiert; aus dem ganzen Reich kamen die Fürsten nach Mainz. Nach den Konflikten der vergangenen Jahre schien es dem Salier wieder zu gelingen, die Einmütigkeit mit den Großen zu bekräftigen. Während der Hochzeitsfeier erschien der sächsische Herzog Lothar von Süpplingenburg barfuß und im Büßergewand. Er erhielt für seine Teilnahme an den Erbstreitigkeiten um das Orlamünder Erbe nach einer deditio („Unterwerfung“) die Verzeihung. Es ist in der Königsherrschaft Heinrichs V. der einzige überlieferte Fall einer deditio, die mit den gütlichen Spielregeln der Konfliktführung und -beilegung aus ottonischer Zeit vergleichbar ist. Hingegen ließ er bei den Hochzeitsfeierlichkeiten Graf Ludwig von Thüringen wegen seiner Beteiligung an der sächsischen Opposition gefangen nehmen und einkerkern, „was viele Fürsten gegen den Kaiser aufbrachte“. Wegen der Machtdemonstrationen Heinrichs kam bei den Fürsten keine Feststimmung auf. Ohne Erlaubnis verließen einige Fürsten das Fest, andere nutzten die Gelegenheit zur Verschwörung.
Die Ehe mit Mathilde blieb ohne männliche Nachkommen. Eine einzige Quelle überliefert eine Tochter Bertha. Sie wurde 1117 mit dem Grafen Ptolemeo II. von Tusculum verheiratet. Die Verbindung des Kaisers mit der führenden Adelsschicht Roms durch eine Heirat war einzigartig. In der Auseinandersetzung mit dem Papst und im Kampf um die Vorherrschaft in Italien sollten die Tuskulaner als kaiserliche Parteigänger durch diese Ehebindung besonders geehrt werden.

### Zweiter Italienzug (1116–1118)
Der Tod der Markgräfin Mathilde von Tuszien am 24. Juli 1115 veranlasste Heinrich im Februar 1116 nach Italien aufzubrechen, um sich als Erbe den riesigen Güterkomplex in Ober- und Mittelitalien zu sichern. Außerdem sollte die Salierherrschaft in Oberitalien stabilisiert werden. Damit wollte er sich gegenüber der übermächtigen Opposition im nördlichen Reichsteil eine neue Machtbasis schaffen. Für die Zeit seiner Abwesenheit machte Heinrich die staufischen Brüder Friedrich II. und Konrad zu seinen Sachwaltern im deutschen Reichsteil. Nach Italien wurde er nur von einer kleinen Gefolgschaft begleitet. Der zweite Italienzug begann mit einer ganzen Reihe von Gerichtsurkunden, mit denen sich Heinrich in Oberitalien als Gewährsmann für Recht und Gerechtigkeit präsentieren wollte. Die mathildischen Güter konnte Heinrich problemlos übernehmen und auch in den Kommunen Italiens wurde seine Herrschaft weitgehend akzeptiert. Rom hatte für Heinrich bei seinen Italienaufenthalten besondere Bedeutung. Mit fünf Besuchen hat sich kein salischer Herrscher so oft in Rom aufgehalten wie er.
Am 21. Januar 1118 starb Papst Paschalis. Daraufhin wurde sein Kanzler Johannes zum Nachfolger gewählt, der sich fortan Gelasius II. nannte. Heinrich ließ den Erzbischof Mauritius von Braga als Gregor VIII. zum Gegenpapst erheben. Braga war damals die Residenzstadt des gerade erst entstehenden Portugal, das dortige Erzbistum war erst kurz zuvor gegründet worden. Die Erhebung des Gegenpapstes führte aber zu einer Verhärtung der Fronten zwischen Heinrich und Gelasius II., der durchaus kompromissbereit war. Gegen seinen Konkurrenten Gelasius II. konnte Gegenpapst Gregor VIII. sich jedoch nicht durchsetzen. Gregor hatte wenig Anhänger und wurde vom Volk auf den Namen „Burdinus“ (dt. „Spanischer Esel“) getauft. Nachdem eine Bannung Heinrichs durch päpstliche Legaten nur begrenzte Wirkung gezeigt hatte, bannte Gelasius II. 1118 selbst den Kaiser. In Würzburg wollten während Heinrichs Abwesenheit die Fürsten den Frieden im Reich wiederherstellen und den König im Falle weiterer Abwesenheit absetzen. Den Italienzug brach Heinrich im Herbst 1118 daraufhin abrupt ab und kehrte ins Reich zurück. Als Stellvertreterin verblieb seine Gemahlin Mathilde in Italien. Den Hoftag in Würzburg konnte der Herrscher verhindern. Seine weitere Aktivität ist jedoch wegen des Fehlens von Königsurkunden bis zum September/Oktober 1119 nicht näher zu bestimmen. Die geringe Akzeptanz seines Königtums belegen der Mangel an königlichen Urkunden und das nahezu unbekannt gebliebene Itinerar des Königshofes, da offenbar niemand Urkunden von ihm erbat.

### Wormser Konkordat

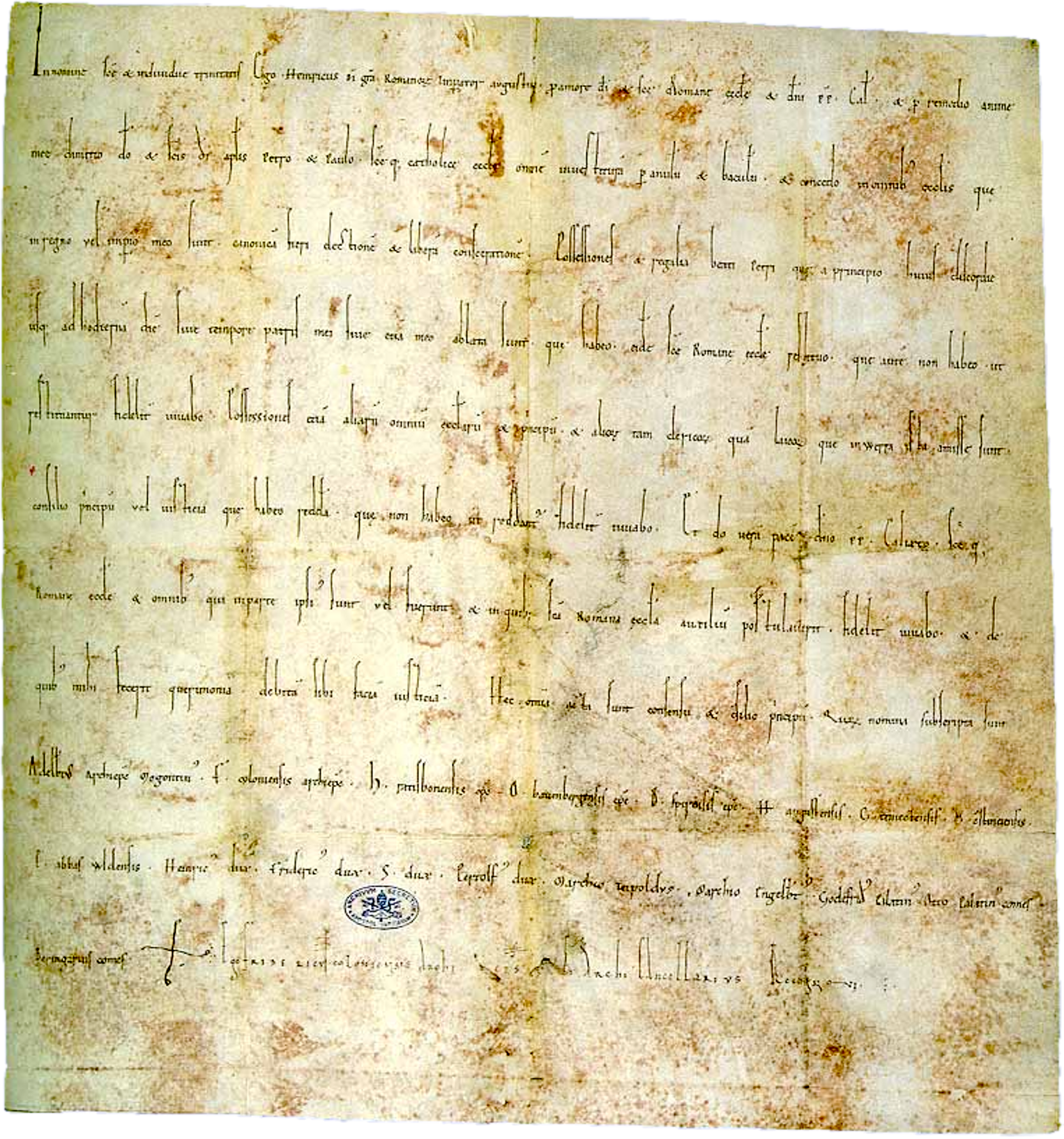
Das sogenannte Heinricianum, ausgestellt am 23. September 1122. (Città del Vaticano, Archivio Segreto Vaticano, A. A., Arm. I-XVIII, 62.)

Am 2. Februar 1119 übernahm mit Calixt II. ein neuer Papst das Pontifikat. Am 24. Oktober 1119 verhandelten Papst und Kaiser in Mouzon an der Maas erneut über einen Ausgleich im Investiturstreit. Heinrich wollte weitgehende Zusagen jedoch nur mit der Zustimmung der Fürsten machen. Die Verhandlungen scheiterten daher. Die Begegnung mit dem Papst im Oktober 1119 in Reims gilt als „Schluss- und Wendepunkt in der mittelalterlichen Herrscherbuße“. Bei den Verhandlungen mit der päpstlichen Seite über die Lösung des Banns erschien es Heinrich V. als „hart, ja unerträglich“, sich einem Versöhnungsritual zu unterwerfen, bei dem er vor dem Papst mit nackten Füßen hätte erscheinen müssen. Bußgesinnung und standesgemäße Selbstdarstellung waren nach dem Bußgang seines Vaters nach Canossa von 1077 zur Lösung des päpstlichen Banns nicht mehr miteinander zu vereinbaren, weil sie mit Bedeutungen unterlegt waren, die die Unterordnung unter den Papst symbolisierten. Ob die Verhandlungen an dieser Forderung scheiterten, ist jedoch ungewiss. Erst beim Abschluss des Wormser Konkordats 1122 wurde Heinrich ohne Buß- und Unterwerfungsakt durch einen päpstlichen Legaten wieder in die kirchliche Gemeinschaft aufgenommen. Nach dem Fehlschlag der Verhandlungen stärkte Calixt die Opposition gegen Heinrich V., indem er dem Mainzer Erzbischof Adalbert die päpstliche Legatenwürde verlieh.
1121 drohten die Auseinandersetzungen erneut militärisch zu eskalieren. Heinrich beschloss eine große Heerfahrt gegen Adalbert von Mainz. Der Erzbischof mobilisierte für die Verteidigung von Mainz besonders aus Sachsen ein großes Heer. Die Heere standen sich in Mainz gegenüber. Es waren die Fürsten beider Heere, die Verhandlungen begannen und den Kaiser im Herbst 1121 zum Frieden und Ausgleich mit dem Papst drängten. Der Vorgang gilt als wichtige Entwicklung zur Durchsetzung konsensualer Herrschaftsformen. Die Fürsten begannen als Handlungsgemeinschaft über ein Ende der Konflikte zu verhandeln. Eine Fürstenkommission, die sich aus je zwölf Anhängern und Gegnern Heinrichs V. zusammensetzte, vertrat die Interessen des ganzen Reiches und sollte einen Frieden herbeiführen. Die Fürstenversammlung am 29. September 1121 von Würzburg nannte der Chronist Ekkehard von Aura eine Zusammenkunft von vielen „Häuptern des Staates“ (tot capita rei publicae). Das paritätisch besetzte Gremium zwang den Kaiser zum Frieden mit dem Papst.
Nach Verhandlungen auf Versammlungen in Mainz und Worms kam es am 23. September 1122 zum später so genannten Wormser Konkordat. Die Bestimmungen des Wormser Konkordats wurden unter den Fürsten ausgehandelt. Mit dem Austausch zweier Urkunden, einer kaiserlichen (Heinricianum) und einer päpstlichen (Calixtinum), wurde der Investiturstreit beendet. Bei der künftigen Einsetzung von Bischöfen sollte zwischen den Temporalien (den weltlichen Gütern und Befugnissen des Bischofs) und den Spiritualien (dessen geistlicher Autorität) unterschieden werden. Die Bischofswahl sollte von „Klerus und Volk“ vorgenommen werden. Heinrich musste im Heinricianum auf das Investiturrecht mit den geistlichen Symbolen von Ring und Stab verzichten. Die Urkunde weist den Vertrag ausdrücklich als politisches Werk der Fürsten aus. Das Reich repräsentierte der König nicht mehr allein, sondern zusammen mit den Fürsten. Das Calixtinum gestattete dem Kaiser die Anwesenheit bei der Wahl der Bischöfe und Äbte. Die Verleihung der Königsrechte („Regalien“) an den Neugewählten durfte Heinrich nur noch mit dem Zepter vornehmen. Am Ende stand die Weihe durch den Metropoliten und die Mitbischöfe.

### Gescheiterter Frankreichfeldzug

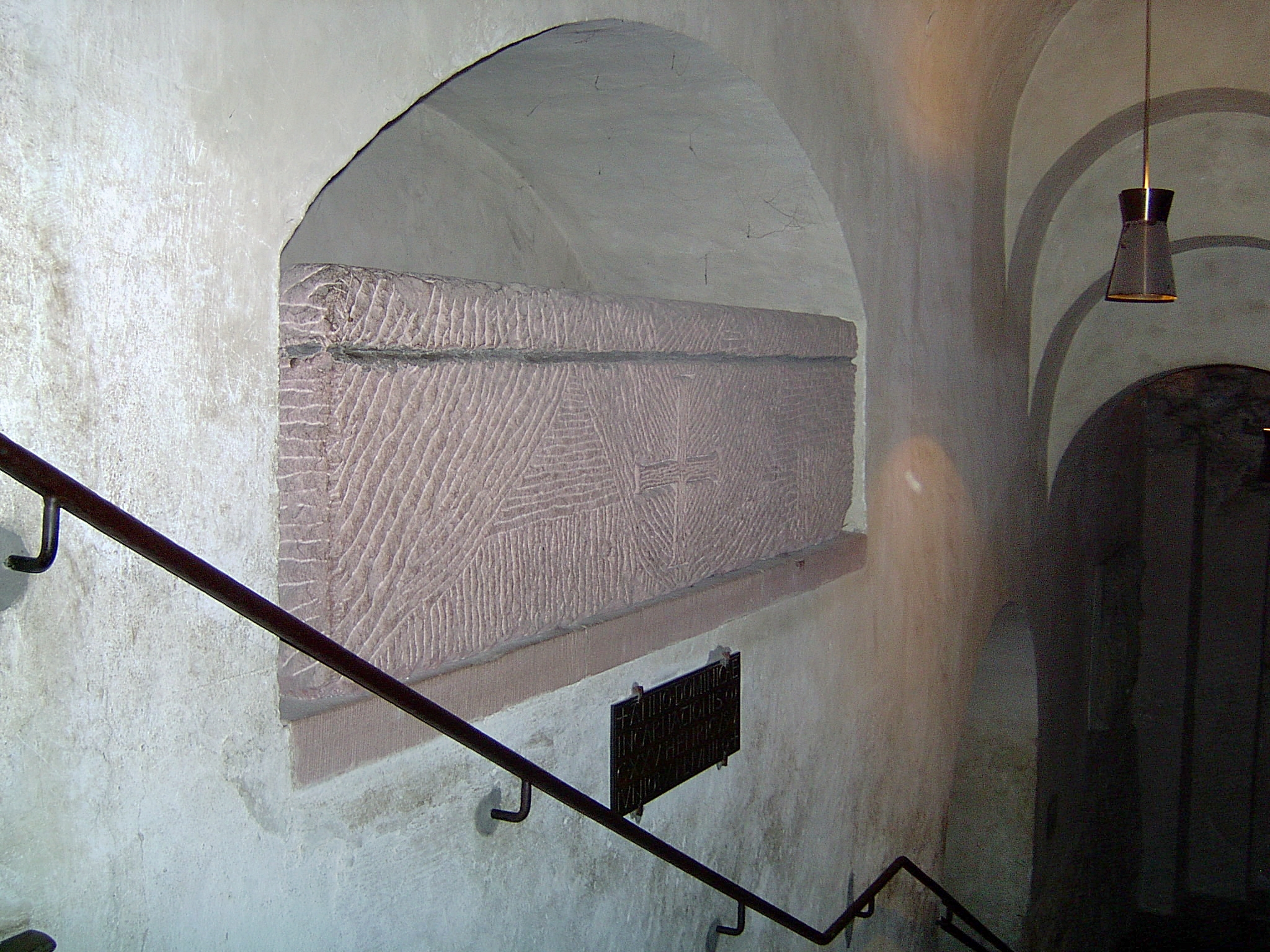
Grablege Heinrichs im Speyerer Dom

Die engen verwandtschaftlichen Beziehungen zum englischen Königshaus zogen Heinrich 1123 in die französisch-normannischen Auseinandersetzungen hinein. Heinrich I. von England bat seinen Schwiegersohn um militärische Unterstützung beim Kampf um die Vorherrschaft in der Normandie. Heinrich V. bereitete im August 1124 mit nur geringer fürstlicher Unterstützung einen Frankreichfeldzug vor. Der Angriff führte in Frankreich zu einem bis dato ungekannten patriotischen Einheitsgefühl, das der französische König Ludwig VI. nutzte, um ein gewaltiges Heer aufzubieten, dem Heinrich nichts entgegenzusetzen hatte. Der Feldzug musste 1124 bei Metz ergebnislos abgebrochen werden. Heinrich kehrte ins Reich zurück.

### Tod und Nachfolge
In der Folgezeit hielt sich Heinrich im Westen des Reiches auf. Das Osterfest 1125 beging er in Lüttich. Am 23. Mai starb er im Alter von etwa 39 Jahren in Utrecht an einer Krebserkrankung. Auf dem Sterbebett vertraute er die Sorge für seine Gemahlin Mathilde und sein Eigentum dem Staufer Friedrich als seinem Erben an. Heinrichs Eingeweide wurden in Utrecht und seine Gebeine im Speyerer Dom bestattet. Speyer verlor als salischer Memorialort an Bedeutung, so dass es mehrere Generationen dauerte, bis Könige die Stadt wieder als Grablege wählten. Die langjährige Exkommunikation des Kaisers war wohl dafür verantwortlich, dass ihn mit Gladbach, einem Reformkloster Siegburger Observanz, und der Reichsabtei Niederaltaich nur zwei Klöster in ihr Totengedächtnis aufnahmen.
Mathilde übergab die Reichsinsignien an den Erzbischof von Mainz. Im September 1126 kehrte sie nach England zurück. Der Stauferherzog Friedrich II. galt durch seine verwandtschaftliche Nähe zu Heinrich V. und seine in den letzten Jahren gezeigte Mitwirkung an den Einigungsbemühungen im Reich als aussichtsreicher Kandidat für die Königsnachfolge. Seine Kandidatur auf der Mainzer Wahlversammlung am 24. August 1125 blieb jedoch erfolglos, da er die freie Wahl (libera electio) der Fürsten nicht akzeptieren wollte und durch sein allzu siegesgewisses, als hochmütig (ambicone cecatus) empfundenes Auftreten seine Chancen zunichtemachte. Als weitere Anwärter auf die Königswürde galten Markgraf Leopold von Österreich, der Graf von Flandern Karl der Gute und der Sachsenherzog Lothar III., der schließlich gewählt wurde. Nicht mehr erbrechtliche Legitimation bestimmte die Thronfolge im römisch-deutschen Reich, sondern die Wahl der Fürsten.

## Wirkung

### Zeitgenössische Urteile
Das gewaltsame Vorgehen des Königs gegen den Papst im Jahr 1111 führte einen Stimmungsumschwung herbei. Nun galt die Gefangennahme des Vaters nicht mehr als lobenswerte Entmachtung eines schismatischen Herrschers, sondern wurde unter dem Aspekt des Verrats am leiblichen Vater beurteilt. Erzbischof Adalbert von Mainz empfand die unmittelbar zurückliegende Königsherrschaft Heinrichs V. als „Bedrückung“ von „Kirche und Reich“, die anstehende „Wahl“ solle der Kirche „Freiheit“ und den Menschen „Frieden“ bringen.
Besonders französische Quellen beurteilten Heinrich durchweg negativ. Sie stilisierten ihn als Unruhestifter in Kirche und Reich, als Verräter oder als Tyrannen. Für den französischen Abt Suger von Saint-Denis war Heinrich ein Unruhestifter im Reich und in der Kirche, der wegen seines Überfalles auf Frankreich 1124 innerhalb eines Jahres den gerechten Tod gefunden habe. Für Suger waren nicht nationale Maßstäbe, sondern das Verhalten des Herrschers gegenüber dem Papst die entscheidende Beurteilungskomponente. Für Gottfried von Vendôme war Heinrich ein zweiter Judas. Für Richard von Cluny war die Kinderlosigkeit Heinrichs die gerechte Strafe für den Verrat am Vater. Für Hermann von Tournai hat der Deutsche sich in Rom des lange vorher geplanten Verrates und der Treulosigkeit schuldig gemacht („proditio et perfidia diu premeditata“) und sich wie ein Tyrann verhalten. Die Vorgänge in Rom 1111 wurden in der gesamten lateinischen Christenheit diskutiert. Die französischen Annalen überliefern über Heinrich vielfach nur die Gefangennahme des Papstes. Die Ereignisse von 1111 fanden bis in das äußerste westliche Europa ein Echo. Das bretonische Chronicon Kemperlegiense des Klosters Quimperlé erwähnte mit der Gefangennahme des Papstes zum ersten Mal überhaupt einen Kaiser: „Kaiser Heinrich kam nach Rom, nahm Paschalis durch Verrat gefangen und zwang ihn zu einem Eid“.

### Forschungsgeschichte
Die Historiker des 19. Jahrhunderts suchten nach den Gründen für die verspätete Entstehung des deutschen Nationalstaats im Mittelalter. Die Könige und Kaiser des Mittelalters identifizierten sie als frühe Repräsentanten der auch für die Gegenwart ersehnten starken monarchischen Gewalt. In dem Geschichtsbild, das im 19. und bis tief ins 20. Jahrhundert vorherrschte, galt das Kaiserreich in seinen Anfängen unter den Ottonen, Saliern und Staufern als überaus mächtig und dominierend in Europa. Diese Stellung sei den Kaisern aber im Laufe des Mittelalters verloren gegangen und das habe in die Kleinstaaterei des Alten Reiches geführt. Erst mit der Gründung des Nationalstaates 1871 habe die einstige Macht wieder errungen werden können. Nach dieser Ansicht begann die Herrschaft der Könige und Kaiser bereits im 11. Jahrhundert zu bröckeln. Die deutschen Fürsten mit ihren partikularen Interessen und das Papsttum mit seinem Streben nach Vorrangstellung galten als „Totengräber“ der Kaisermacht.
In dieser Meistererzählung wurde die Zeit Heinrichs V. als wichtiger Abschnitt des beklagenswerten Verlusts der monarchischen Gewalt angesehen. Die Forschung charakterisierte Heinrich als bösartig und hinterlistig. Maßgeblich für dieses Urteil waren zwei Schlüsselereignisse: Die Empörung Heinrichs gegen seinen Vater von 1104 bis 1106, die zur Absetzung des Kaisers führte, und die Gefangennahme des Papstes 1111. Die Absetzung Heinrichs IV. wurde von der Forschung als Tragödie für das Salierhaus gedeutet und der kaltblütigen Machtgier des Königssohnes zugeschrieben. Ausgerechnet in dem Moment, als Heinrich IV. gegen die eigensüchtigen Fürsten seine Königsherrschaft stabilisieren konnte, ließ sich sein Sohn Heinrich V. durch junge Adlige zum Aufstand verleiten und schwächte dadurch entscheidend das Königtum. Die listvolle Entmachtung des Vaters wurde von Karl Hampe gar als „die teuflischste Tat der ganzen deutschen Geschichte“ bezeichnet. Noch in den 1980er Jahren hob Carlo Servatius Heinrichs „skrupellose Brutalität, verborgen unter dem Deckmantel kirchlicher Gesinnung und hinter der Maske eines gewinnenden Äußeren“ hervor.
Seit den 1980er Jahren ist die Mittelalterforschung zu zahlreichen neuen Einsichten über das 12. Jahrhundert gelangt. Königsherrschaft wird seither als ein Miteinander von Großen und Herrschern verstanden. Hagen Keller zeigte anhand der schwäbischen Herzöge als Thronbewerber, wie die Idee der Fürstenverantwortung seit dem Investiturstreit stärker hervortrat. Stefan Weinfurter beschrieb die Salierzeit als einen Prozess zunehmender fürstlicher Mitsprache an der Königsherrschaft. Bernd Schneidmüller ordnete das Verhältnis der Großen zum Herrscher im Mittelalter in das Konzept der „konsensualen Herrschaft“ ein.
Die Königsherrschaft Heinrichs V. wurde im gesamten 20. Jahrhundert wenig erforscht. Seine Urkunden liegen bislang noch nicht in kritischer Edition vor; ihre im Rahmen des Editionsprojekts erarbeiteten Texte und Regesten sind jedoch bereits digital verfügbar. 1992 sparte die erste Speyerer Salier-Ausstellung Heinrich und den Ausgang der salischen Epoche weitgehend aus. Erst in jüngster Zeit fand Heinrich verstärkte Beachtung. Die Sonderausstellung im „Salierjahr 2011“ griff die Erinnerung an seine Kaiserkrönung von 1111 und seine Privilegierung der Speyerer Bürger im selben Jahr auf. 2013 wurden die Ergebnisse einer Fachtagung über Heinrich V. in einem von Gerhard Lubich herausgegebenen Sammelband veröffentlicht. Eine umfassende Gesamtdarstellung der Zeit Heinrichs V. bleibt allerdings weiterhin ein Desiderat in der Mediävistik.